# Pierre Vilar
Pierre Adrien Vilar (* 3. Mai 1906 in Frontignan, Département Hérault; † 7. August 2003 in Saint-Palais, Département Pyrénées-Atlantiques) war ein französischer Neuzeithistoriker, der sich besonders mit der Geschichte Spaniens und speziell Kataloniens befasste. Er galt als führender Gelehrter der Geschichte Spaniens in der Neuzeit und der von Katalonien.

## Leben und Wirken
Vilar wuchs in der südfranzösischen Region Languedoc auf, nicht weit von der Grenze zu Katalonien. Seine Eltern waren Lehrer. Nach dem Baccalauréat in Montpellier (1923) bestand er 1925 die Aufnahmeprüfung für die Pariser École normale supérieure (ENS). Dort war er ein Zimmergenosse von Jean Seznec. Sein Hauptfach war zunächst Geographie, die er bei Albert Demangeon und Max Sorre (Maximilien Sorre, 1880–1962) studierte. Sein wichtigster akademischer Lehrer in Geschichte war der Wirtschafts- und Sozialhistoriker Ernest Labrousse. Als Student war er in linkssozialistischen Gruppen aktiv und wurde an der Spitze einer linken Liste als Studentenvertreter in den Disziplinarrat der Universität Paris gewählt. 1927 reiste er nach Katalonien, um eine Monographie über die katalanischen Pyrenäen zu schreiben. Mit einer Abschlussarbeit über das industrielle Leben in der Region Barcelona erhielt er 1928 das diplôme d’études supérieures (DES). Im Jahr darauf bestand er die Agrégation (Staatsprüfung für das höhere Lehramt) im Fach Geschichte und Geographie. 
Danach erhielt er ein Stipendium der Casa de Velázquez, um von 1930 bis 1934 zur Geographie und Wirtschaftsgeschichte Kataloniens zu forschen. Er begleitete dort den Historiker Maurice Legendre (1878–1955), der zwar politisch völlig anders ausgerichtet war, durch den er aber Zugang zu spanischen Intellektuellenkreisen gewann. In Barcelona erlebte er 1931 die Ausrufung der Zweiten Spanischen Republik. Nach seinem Forschungsstipendium blieb Vilar bis 1936 in Barcelona, wo er am Institut français und an der Escola Normal (Lehrerseminar) der Generalitat de Catalunya (Regierung der autonomen Region Katalonien) lehrte. Nach Ausbruch des Spanischen Bürgerkriegs kehrte Vilar nach Frankreich zurück, wo er als Lehrer ab 1937 am Lycée Carnot in Paris unterrichtete. Gleichzeitig engagierte er sich von Frankreich aus in Unterstützerkreisen für die spanischen Republikaner, die jedoch letztlich 1939 den von Francisco Franco angeführten Nationalisten unterlagen.
Im Zweiten Weltkrieg diente Vilar als Leutnant der Infanterie, im Juni 1940 geriet er in deutsche Kriegsgefangenschaft und verbrachte die folgenden fünf Jahre in verschiedenen Offizierslagern (Oflag). In dieser Zeit schrieb er die erste Auflage seiner Geschichte Spaniens (Histoire de l’Espagne), die 1947 in der Reihe Que sais-je? erschien. Diese wurde auch ins Spanische übersetzt und – obwohl sie unter Franco verboten war – in Spanien viel gelesen. Von 1946 bis 1948 unterrichtete er erneut am Institut français in Barcelona, nun unter der Franco-Herrschaft, wurde dann aber des Landes verwiesen. 
Nach zwei Jahren als Forschungsmitarbeiter am Centre national de la recherche scientifique (CNRS) wurde er 1951 zum directeur d’études (entspricht etwa einem Professor) in der sozial- und wirtschaftswissenschaftlichen (VI.) Abteilung der École pratique des hautes études (EPHE) ernannt, aus der 1975 die École des Hautes Études en Sciences Sociales (EHESS) hervorging. Mit einer Schrift über die ökonomischen Grundlagen der nationalen Strukturen Kataloniens im neuzeitlichen Spanien, betreut von Ernest Labrousse, schloss er 1962 das doctorat d’État (entspricht etwa einer Habilitation) an der geisteswissenschaftlichen Fakultät der Universität Paris (Sorbonne) ab. 
Im Jahr darauf wurde er Maître de conférences (Hochschuldozent) für Neuere und Neueste Geschichte an der Universität Clermont-Ferrand, wo er 1965 zum Professor aufstieg. Als Nachfolger seines akademischen Lehrers Labrousse wurde Vilar 1967 auf den Lehrstuhl für Wirtschafts- und Sozialgeschichte der Sorbonne berufen. Parallel lehrte er weiterhin auch an der EPHE. Nach der Aufteilung der Pariser Universität 1970/71 gehörte er der Université Paris 1 Panthéon-Sorbonne an, wo er – nach einem Forschungsjahr am CNRS – 1976 in den Ruhestand trat. Zuletzt wohnte er im französischen Baskenland.
Vilar befasste sich mit der Geschichte Spaniens, einschließlich Wirtschafts- und Sozialgeschichte. Vilar war ein Vertreter marxistischer Geschichtswissenschaft und stand der Annales-Schule nahe.
Er war Ehrendoktor der Universitäten Barcelona (1979) und Valencia (1991), Träger des Gran Cruz de la Orden Civil de Alfonso X el Sabio und der Medalla de Oro de la Generalidad de Cataluña. Er war seiner okzitanischen Heimat verbunden und schuf eine okzitanisch-spanische Freundschaftsgesellschaft.
Er war seit 1958 Mitglied der Real Academia de Buenas Letras de Barcelona und Mitglied des Instituto de Estudios Catalanes.

## Schriften
- Histoire de l’Espagne, 22. Auflage 2009 (zuerst 1947)
  - Deutsche Ausgabe: Spanien: das Land und seine Geschichte von den Anfängen bis zur Gegenwart, Wagenbach 1998
- Le déclin catalan du bas Moyen Âge. Hypothèses sur sa chronologie, 1959
- Cataluña en la España moderna, 1962
  - Französische Ausgabe: La Catalogne dans l’Espagne moderne. Recherches sur les fondements économiques des structures nationales 1962
- Crecimiento y desarrollo 1965
- L’Or et la Monnaie dans l’histoire (1450–1920), 1969
  - Deutsche Ausgabe: Gold und Geld in der Geschichte. Vom Ausgang des Mittelalters bis zur Gegenwart, Beck, München 1984
- Assaigs sobre la Catalunya del segle XVIII, 1975
- Historia marxista, historia en construcción, 1975
- Introducción al vocabulario del análisis histórico, 1980
- La guerre d’Espagne, 1986
  - Deutsche Ausgabe: Der spanische Bürgerkrieg 1936–1939, Wagenbach, 5. Auflage 2012
- als Herausgeber: Història de Catalunya, 8 Bände, 1987 bis 1990
- Pensar històricament. Reflexions i records, 1995 (Autobiographie in Katalanisch)
- mit Joseba Intxausti: Historia, nación y nacionalismo: cuestión nacional y movimiento obrero, 1998